# Acer tataricum subsp. ginnala
Sous-espèce
Classification APG III (2009)
Acer tataricum subsp. ginnala est une sous-espèce de Acer tataricum, espèce d’érable de la section Ginnala. Elle fait partie de la famille des Aceraceae selon la classification classique, ou de celle des Sapindaceae selon la classification phylogénétique.
Cette sous-espèce, parfois appelée « Érable du fleuve Amour » ou « Érable de l’Amour », est originaire d’Asie tempérée jusqu’au Japon.
Elle est facilement invasive quand elle est cultivée.

## Synonymes
- Acer ginnala Maxim.
- Acer theiferum W. P. Fang
- Acer ginnala subsp. theiferum (W. P. Fang) W. P. Fang

## Illustrations

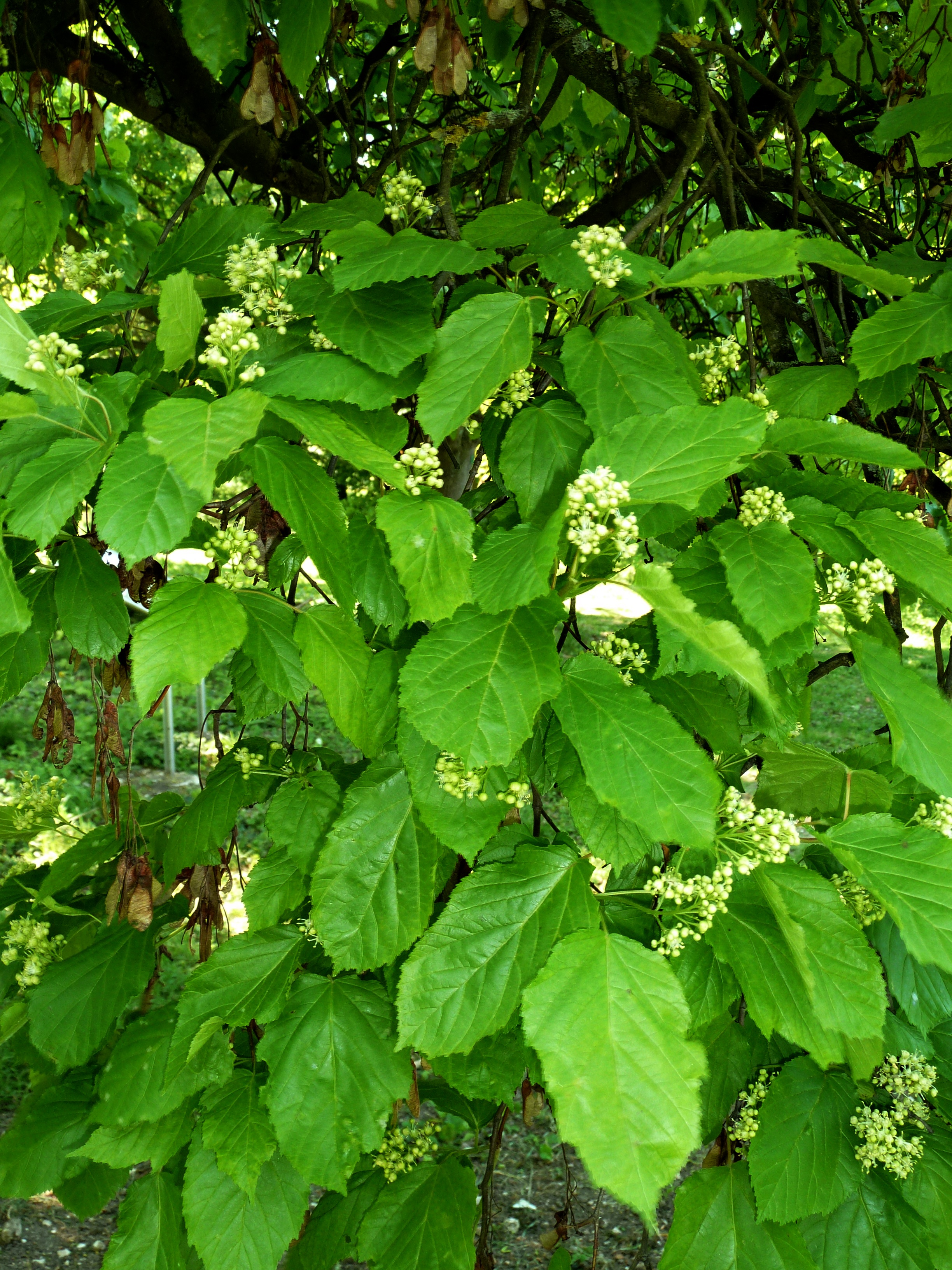
Feuilles et fleurs d'Acer tataricum subsp. ginnala à l'arboretum de l'école du Breuil
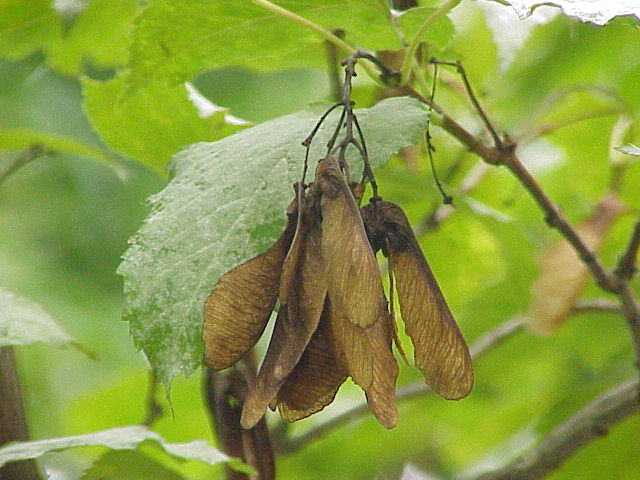
Fruit d'Acer tataricum subsp. ginnala